# IC 4562
IC 4562 est une galaxie elliptique située dans la constellation du Bouvier. Sa vitesse par rapport au fond diffus cosmologique est de 5 738 ± 47 km/s, ce qui correspond à une distance de Hubble de 84,6 ± 6,0 Mpc (∼276 millions d'al). Cette galaxie a été découverte par l'astronome américain Edward Barnard en 1890.

## Groupe d'IC 4562
IC 4562 fait partie d'un groupe de galaxies qui porte son nom. Selon Abraham Mahtessian le groupe d'IC 4562 au moins six membres. Les cinq autres galaxies du groupe sont NGC 5934, NGC 5945, IC 4564, IC 4566 et IC 4567.
La distance de Hubble de PGC 55563 est égale à 83,70 ± 5,86 Mpc (∼273 millions d'al). Cette galaxie forme donc une paire physique avec IC 4562. On doit donc logiquement l'ajouter au groupe d'IC 4562.